# 台产
臺產（?—?），字國雋，十六國時上洛人，《易經》學者、占卜師、政治人物。

## 生平
漢朝侍中臺崇後代。年輕時研究經學，專修京氏易，此外還善於圖讖、祕緯、天文、洛書、風角、星算、六日七分之學以及望氣、占候、推步之術。臺產隱居在商洛南山教授門徒。
漢趙劉曜時發生災異，劉曜下詔公卿推舉博聞直言之士一人。大司空劉均推舉臺產。劉曜親臨東堂，派人策問臺產，臺產陳說災異發生的原因。劉曜看了他的回答後覺得不錯，親自召見他，並讓他代理博士祭酒、諫議大夫，領太史令，又轉太中大夫。臺產後又歷任尚書、光祿大夫、太子少師，位特進，賜爵關中侯。

## 先世
臺產祖先為東漢末年侍中臺崇，建安元年八月辛亥（196年9月28日），剛剛掌握漢獻帝的曹操自領司隸校尉，錄尚書事，殺害侍中臺崇、尚書馮碩等。

## 延伸阅读
[在维基数据编辑]
 《晉書·卷095》，出自房玄齡《晉書》